# Sanjay’s Super Team
Sanjay’s Super Team ist ein US-amerikanischer computeranimierter Kurzfilm von Regisseur Sanjay Patel. Produziert wurde der rund siebenminütige Film von Pixar Animation Studios. Der Film, der lose auf Patels Kindheitserinnerungen basiert, wurde erstmals am 15. Juni 2015 auf dem Festival d’Animation Annecy in Frankreich gezeigt. Er wurde außerdem als Vorfilm von Arlo & Spot eingesetzt. Der Film war bei der Oscarverleihung 2016 als Bester animierter Kurzfilm nominiert.

## Handlung
Der kleine Junge Sanjay schaut sich gerade seine Lieblingscartoonshow im Fernsehen an, als sein Vater mit einem Gebet an seinem Hindu-Schrein beginnt. Beide ärgern sich über den anderen. So versucht Sanjay den Fernseher lauter zu machen, bis sein Vater schließlich den Fernseher ausschaltet und den Sohn mit zum Gebetsschrein nimmt. Während sein Vater weiter betet, versucht Sanjay an seine Superhelden-Actionfigur zu gelangen. Doch er entzündet den Umhang versehentlich an der Gebetskerze und kann ihn gerade noch löschen. Dabei geht die Ölkerze aus. Sanjay wird in den Schrein hineingezogen. Plötzlich erscheint Ravana und will die Statuen von Vishnu, Durga und Hanuman zerstören. Doch Sanjay gelingt es, die Öllampe wieder in Gang zu setzen und die drei Götter erwachen zum Leben. Doch Ravana ist zu stark. Schließlich gelingt es Sanjay jedoch mit seinem Spielzeug die Gebetskerze als Glocke zu bedienen. Das reicht aus, um Ravana zu vertreiben. Vishnu bedankt sich mit einem neuen Spielzeug bei Sanjay.
Zurück in der wirklichen Welt bemerkt Sanjay, dass seine Superheldenfigur unversehrt ist. Sein Vater reicht ihm die Fernbedienung, doch statt fernzusehen schauen sich die beiden den neuen Comic von Sanjay an, bei dem die drei Götter die Superhelden beschützen.

## Hintergrund
Regisseur und Drehbuchautor Sanjay Patel ließ sich für den Kurzfilm von seiner eigenen Kindheit inspirieren. Als indischer Immigrant in San Bernardino befand er sich zwischen zwei Welten: dem traditionellen Hindutum, dem seine Eltern anhingen, und den westlichen Einflüssen. Insbesondere die Transformers, Superman und die Looney Tunes hatten es ihm angetan. Nicht immer das, was seine Eltern von ihm erhofften. Dennoch betete und meditierte er täglich die Puja mit seinem Vater. Daraus entstand die Geschichte, die beide Welten zu einer vereinigt. Zunächst sehr unsicher, ob er wirklich eine persönliche Geschichte über das Verhältnis von seinem Vater und ihm in Filmform verpacken wollte, wurde er von Pixar-Chef John Lasseter dazu ermutigt. Es handelt sich dabei um Patels ersten Kurzfilm.
Sanjay’s Super Team hatte seine Premiere am 15. Juni 2015 auf dem Festival d’Animation Annecy und wurde ab dem 25. November 2015 als Vorfilm zu Arlo & Spot in den US-amerikanischen Kinos gezeigt.

## Rezeption
Während der eigentliche Hauptfilm Arlo & Spot lediglich gute Kritiken erhielt, äußerten sich viele Kritiker und Zuschauer euphorisch über Sanjay’s Super Team. Der Kurzfilm wurde sowohl für einen Oscar als auch für einen Annie Award nominiert.